# Noel Ratcliffe
Noel Anthony Ratcliffe (Sydney, 17 januari 1945 – april 2024) was een Australische professioneel golfer.

## Loopbaan
Pas nadat hij zijn studie had afgerond en een paar jaar bij een verzekeraar had gewerkt werd Noel Ratcliff in 1974 professional. Hij was toen al 29 jaar en was pas acht jaar daarvoor met golf begonnen. Hij speelde op de Australische- en op de Europese PGA Tour, en op beide behaalde hij enkele overwinningen. Zijn beste jaar was 1978.
Zoals zoveel spelers begint er een tweede deel van de golfcarrière als ze vijftig jaar worden. In 2000 won Ratcliffe de Order of Merit in Europa, hij behaalde acht overwinningen op de Senior Tour en hij was de tweede speler die er meer dan een miljoen euro verdiende.
Ratcliffe overleed in april 2024 op 79-jarige leeftijd.

## Gewonnen

### Europese Tour
- 1978: Belgian Open
- 1987: Benson & Hedges International Open

### Australasiatische Tour
- 1974: Australian PGA Assistants Championship
- 1976: Huon Open (Papua New Guinea)
- 1977: South Australian Open

### Europese Senior Tour
- 1997: Manadens Affarer Seniors Open, Senior German Open
- 2000: The Scotsman Scottish Seniors Open, TEMES Seniors Open
- 2001: Beko Classic, De Vere Hotels Seniors Classic
- 2003: AIB Irish Seniors Open
- 2005: AIB Irish Seniors Open

### Elders
- 2001: Australian PGA Seniors Championship
- 2008: Polygiene Australian PGA Seniors Championship